# Baumwipfelpfad Salzkammergut
Der Baumwipfelpfad Salzkammergut ist ein 1400 Meter langer Baumwipfelpfad am Grünberg in Gmunden, Österreich. Er wird seit 2018 von der Erlebnis Akademie AG betrieben.

## Aufbau
Der Baumwipfelpfad führt durch den Bergmischwald auf dem Grünberg. Auf dem Weg gibt es zahlreiche Informationstafeln, die Informationen zur Umgebung enthalten.
615 Meter nach dem Anfang des Baumwipfelpfads befindet sich ein 39 Meter hoher Aussichtsturm, der wie der Rest des Pfads überwiegend aus Holz besteht und eine gute Aussicht auf den Traunsee bietet.
Der Aussichtsturm hat eine 75 Meter lange Tunnelrutsche, die mit einer Rutschmatte benutzt werden darf.

## Öffnungszeiten
Der Baumwipfelpfad ist täglich vom 1. April bis zum 4. November geöffnet. Während des Winters sind die Öffnungszeiten unregelmäßig. Vom 5. November bis zum 12. Januar ist der Baumwipfelpfad durch den Lichterzauber an 40 Tagen betretbar.